# 新戈拉日代
新戈拉日代（塞尔维亚语：／），是波斯尼亚和黑塞哥维那实体之一塞族共和國的市镇。市镇面积为119平方公里，2013年人口数量为3,117人。
该市镇设立于1994年，是根据将战前的戈拉日代市镇划分为塞族共和国部分和波黑联邦部分。最初时市镇名为塞族戈拉日代，但该名字在2004年裁定为违宪。2005年改为现名。

## 人口
| 民族 | 人口数量 (2013年) | 人口数量 (1991年) |
| ---- | ----------------- | ----------------- |
| 总计 | 3,117 (100,0%)    | 4,715 (100,0%)    |
| 波族 | 1,459 (46.8%)     | 3,614 (76.6%)     |
| 克族 | 2 (0.1%)          | 4 (0.1%)          |
| 塞族 | 1,618 (51.9%)     | 1,020 (21.6%)     |
| 其他 | 38 (1.2%)         | 77 (1.6%)         |